# Jordanië op de Olympische Jeugdzomerspelen 2010
Jordanië nam deel aan de Olympische Jeugdzomerspelen 2010 in Singapore, de eerste editie van de Olympische Jeugdspelen.

## Medailleoverzicht
| Sport     | Olympiër      | Discipline      | Medaille |
| --------- | ------------- | --------------- | -------- |
| Taekwondo | Dana Touran   | tot 49 kg (v)   | Zilver   |
| Taekwondo | Yazan Alsadeq | boven 73 kg (m) | Brons    |

## Deelnemers en resultaten
(m) = mannen, (v) = vrouwen 

### Badminton
| Olympiër         | Discipline    | Resultaat | Prestatie |
| ---------------- | ------------- | --------- | --- |
| Mohammad Qaddoum | enkelspel (m) | 1e ronde  | 1R: groep E: (4e) 0-2 THA Pisit Poodchalet (3-21, 6-21) 0-2 SWE Mikael Westerback (4-21, 9-21) 0-2 DEN Flemming Quach (8-21, 13-21) |

### Gymnastiek
| Olympiër      | Discipline   | Resultaat | Prestatie                                                                                             |
| ------------- | ------------ | --------- | --- |
| Adham Alsqour | meerkamp (m) | 40e       | 68.650 punten 10.450 brug 9.350 paard voltige 12.400 rekstok 10.900 ringen 13.050 sprong 12.500 vloer |

### Taekwondo
| Olympiër      | Discipline      | Resultaat | Prestatie |
| ------------- | --------------- | --------- | --- |
| Yazan Alsadeq | boven 73 kg (m) | Brons     | KF: won van MEX José Ramos (6-5) HF: verloor van CHN Liu Chang (1-2)                                                                            |
|               |                 |           | |
| Dana Touran   | tot 49 kg (v)   | Zilver    | 1R: won van URU Yasmin Terra (14-1) KF: won van PAK Maham Aftab (rsc) HF: won van USA Jessie Bates (2-1) F : verloor van THA Worawong Pongpanit |

### Zwemmen
| Olympiër     | Discipline        | Resultaat | Prestatie                                               |
| ------------ | ----------------- | --------- | ------------------------------------------------------- |
| Omar Mithqal | 50 m vlinder (m)  | 14e       | 1R serie 2: 27,04 (6e; 15e tijd) HF serie 2: 26,59 (8e) |
| Omar Mithqal | 100 m vlinder (m) | 30e       | 1R serie 2: 59,39 (6e)                                  |
|              |                   |           |                                                         |
| Sara Hayajna | 100 m vrij (v)    | 40e       | 1R serie 2: 1.08,08 (1e)                                |
| Sara Hayajna | 100 m rug (v)     | 34e       | 1R serie 1: 1.09,04 (3e)                                |

Afghanistan · Albanië · Algerije · Amerikaanse Maagdeneilanden · Amerikaans-Samoa · Andorra · Angola · Antigua en Barbuda · Argentinië · Armenië · Aruba · Australië · Azerbeidzjan · Bahama's · Bahrein · Bangladesh · Barbados · België · Belize · Benin · Bermuda · Bhutan · Bolivia · Bosnië en Herzegovina · Botswana · Brazilië · Britse Maagdeneilanden · Brunei · Bulgarije · Burkina Faso · Burundi · Cambodja · Canada · Centraal-Afrikaanse Republiek · Chili · China · Chinees Taipei · Colombia · Comoren · Congo-Brazzaville · Congo-Kinshasa · Cookeilanden · Costa Rica · Cuba · Cyprus · Denemarken · Djibouti · Dominica · Dominicaanse Republiek · Duitsland · Ecuador · Egypte · El Salvador · Equatoriaal-Guinea · Eritrea · Estland · Ethiopië · Fiji · Filipijnen · Finland · Frankrijk · Gabon · Gambia · Georgië · Ghana · Grenada · Griekenland · Groot-Brittannië · Guam · Guatemala · Guinee · Guinee‑Bissau · Guyana · Haïti · Honduras · Hongarije · Hongkong · Ierland · IJsland · India · Indonesië · Irak · Iran · Israël · Italië · Ivoorkust · Jamaica · Japan · Jemen · Jordanië · Kaaimaneilanden · Kaapverdië · Kameroen · Kazachstan · Kenia · Kirgizië · Kiribati · Koeweit · Kroatië · Laos · Lesotho · Letland · Libanon · Liberia · Libië · Liechtenstein · Litouwen · Luxemburg · Macedonië · Madagaskar · Malawi · Malediven · Maleisië · Mali · Malta · Marshalleilanden · Marokko · Mauritanië · Mauritius · Mexico · Micronesië · Moldavië · Monaco · Mongolië · Montenegro · Mozambique · Myanmar · Namibië · Nauru · Nederland · Nederlandse Antillen · Nepal · Nicaragua · Nieuw-Zeeland · Niger · Nigeria · Noord-Korea · Noorwegen · Oeganda · Oekraïne · Oezbekistan · Oman · Oostenrijk · Oost‑Timor · Pakistan · Palau · Palestina · Panama · Papoea-Nieuw-Guinea · Paraguay · Peru · Polen · Portugal · Puerto Rico · Qatar · Roemenië · Rusland · Rwanda · Saint Kitts en Nevis · Saint Lucia · Saint Vincent en Grenadines · Salomonseilanden · Samoa · San Marino · Sao Tomé en Principe · Saoedi-Arabië · Senegal · Servië · Seychellen · Sierra Leone · Singapore · Slovenië · Slowakije · Soedan · Somalië · Spanje · Sri Lanka · Suriname · Swaziland · Syrië · Tadzjikistan · Tanzania · Thailand · Togo · Tonga · Trinidad en Tobago · Tsjaad · Tsjechië · Tunesië · Turkije · Turkmenistan · Tuvalu · Uruguay · Vanuatu · Venezuela · Verenigde Arabische Emiraten · Verenigde Staten · Vietnam · Wit-Rusland · Zambia · Zimbabwe · Zuid-Afrika · Zuid-Korea · Zweden · Zwitserland